# Saito Ryu
Ryu Saito (sinh ngày 18 tháng 9 năm 1979) là một cầu thủ bóng đá người Nhật Bản.

## Sự nghiệp câu lạc bộ
Ryu Saito đã từng chơi cho Cerezo Osaka, Thespa Kusatsu và FC Gifu.